# Manuel Llano
Manuel Llano Merino (Nacido en Carmona y Bautizado en Sopeña, Cantabria, 23 de enero de 1898 -  Santander, Cantabria 1 de enero de 1938) fue un escritor español de principios del siglo XX en lengua castellana y en cántabro. Es especialmente conocido por su recopilación de cuentos y leyendas de la mitología cántabra tradicional.

## Biografía
Hijo de un matrimonio de campesinos, pasó su infancia con sus abuelos en Cabuérniga y de niño trabajó como ayudante de pastor (sarruján) en las brañas de la Mancomunidad Campoo-Cabuérniga, según contaba el propio escritor.
Siendo muy joven se trasladó a Santander para ayudar a su padre en un quiosco de prensa y lotería que se le había concedido por padecer ceguera. En 1910 entró en el Instituto de 2.ª enseñanza, pero abandonó los estudios, de igual forma que abandonaría los de Magisterio y Náutica. Con veinte años, y a pesar de carecer del título, ejerció de maestro en Helguera.
En 1917 publicó su primer artículo en El Progreso de Cabezón de la Sal, y a partir de 1920 colaboró regularmente con publicaciones como El Diario Montañés o El Pueblo Cántabro dentro de la entonces provincia de Santander, La Montaña (La Habana, Cuba), o Cantabria (Buenos Aires, Argentina). 
Se casó en 1923 con María Lázaro Saiz, y en 1928 estrenó la obra musical La jila, que se representó en Santander (ocasión en la que conoce a Azorín, en Barcelona, Sevilla y Valladolid. En 1929, ya con tres hijos, ganó el concurso del Ateneo de Santander con Tablanca, mitos y leyendas populares recogidas de la tradición oral, lo que le abrió las tertulias santanderinas de José Hierro, Ángel Espinosa, José Luis Hidalgo o José María de Cossío. Este último le ayudó a encontrar trabajo en una imprenta como corrector de pruebas, trabajo que mantuvo hasta 1933 y que le proporcionó la estabilidad económica necesaria para permitirle desarrollar su talento literario. 
Ese mismo año publicó la novela costumbrista El sol de los muertos, que supone una buena muestra de la lengua montañesa y las tradiciones folklóricas. En ella muestra su dominio de la lengua montañesa y su afición por los temas folklóricos. En 1931 publicó Brañaflor, una recopilación de relatos cortos cuajados de mitos, supersticiones y leyendas de la tierra. 
Además, publicó Campesinos en la ciudad (1932); La braña y Rabel (1934); Parábolas y Retablo infantil (1935) y Monteazor (1937). Póstumamente se editó Dolor de la tierra verde (1949).
Durante los años de la Guerra Civil trabó amistad con un círculo de intelectuales jóvenes con los que participaba en tertulias literarias, y quienes le ayudaron a conocer la literatura universal y española. Fue en estos encuentros, fundamentalmente en la Biblioteca Menéndez Pelayo y el Café Suizo de Santander, cuando forjó su amistad con los escritores también montañeses Germán Bleiberg y Francisco Obregón Barreda, prestándole este último muchos libros sobre todo de autores rusos y de la sueca Selma Lagerlöf.
Para Gerardo Diego, a quien Llano dedicó su poema Las Anjanas, fue un poeta de la prosa de primera fila, y para José María de Cossío fue el mejor prosista en montañés de su época.
En 1937 empezó a colaborar como corrector en el diario Alerta, y ese mismo año, después de celebrar la Nochevieja con sus compañeros de redacción, falleció de un infarto de miocardio. Fue enterrado en Ciriego y en 1980 sus restos fueron trasladados al Panteón de hijos ilustres por acuerdo del Ayuntamiento de Santander.

## Obras más conocidas
- 1929: El Sol de los Muertos (novela publicada en La Región).
- 1931: Las Anjanas.
- 1931: Brañaflor (colección de cuentos).
- 1932: Campesinos en la Ciudad.
- 1934: La Braña.
- 1934: Rabel.
- 1935: Retablo Infantil.
- 1935: Parábolas.
- 1937: Monteazor.
- 1938: Dolor de Tierra Verde (edición póstuma).
- 1938: Cuentos de Enero o Malva (edición póstuma).